# Xenophasmina simile
Xenophasmina simile är en insektsart som först beskrevs av Ludwig Redtenbacher 1908.  Xenophasmina simile ingår i släktet Xenophasmina och familjen Phasmatidae. Inga underarter finns listade i Catalogue of Life.